# Gimingham
Gimingham – wieś w Anglii, w hrabstwie Norfolk, w dystrykcie North Norfolk. Leży 29 km na północ od Norwich i 185 km na północny wschód od Londynu.
W 2001 miejscowość liczyła 462 mieszkańców.